# Uwe Melzer
Uwe Melzer (* 1960 in Altenburg) ist ein deutscher Kommunalpolitiker der CDU und seit dem 1. Juli 2018 Landrat im ostthüringischen Landkreis Altenburger Land.

## Leben
Nach seinem Abschluss als Diplom-Ingenieur für Bergbautechnologie war Melzer fünf Jahre lang Betriebsleiter bei der Wismut in Schmierchau. Nach dem Ende des Uranbergbaus als Folge der Wiedervereinigung wurde er Leiter des Bauamtes in der neugegründeten Verwaltungsgemeinschaft Pleißenaue. Nebenbei qualifizierte er sich als Fachangestellter und Fachwirt, bis er seinen Abschluss als Betriebswirt im Bereich der Verwaltung erlangte.

## Politische Laufbahn
1999 wurde Melzer zum Vorsitzenden der VG Pleißenaue gewählt.
2004 zog Melzer erstmals für die CDU in den Kreistag ein. In den folgenden Jahren war Melzer Kreistagsfraktionschef der CDU-Fraktion, Vorsitzender des Wasser- und Abwasserzweckverbandes ZAL und ab 2009 als Beigeordneter ehrenamtlicher Landratsstellvertreter. Seit 2006 arbeitete er im Präsidium des Thüringer Gemeinde- und Städtebundes. Außerdem ist er als ehrenamtlicher Richter am Sozialgericht sowie in den Fördervereinen für das Rittergut Treben und für das Mauritianum aktiv.
Ab 2007 war Melzer Kreisvorsitzender der CDU Altenburger Land, bevor er das Amt 2020 an den Landtagsabgeordneten Christoph Zippel abgab.
Bei der ersten Runde der Landratswahl am 22. April 2012 verpasste er mit 21,7 Prozent die Stichwahl. Bei der folgenden Wahl 2018 errang Melzer mit 37,4 Prozent der Wählerstimmen im ersten Wahlgang und 68,8 Prozent in der Stichwahl den Posten als Landrat des Landkreises Altenburger Land gegen die amtierende Landrätin Michaele Sojka. Seit dem 1. Juli 2018 ist Melzer Landrat. 
Am 27. Januar 2024 wurde Melzer von den Mitgliedern des CDU-Kreisverbandes zum Kandidaten für die Landratswahl am 26. Mai 2024 nominiert. Bei der Kreistagswahl am selben Tag stand er an der Spitze der CDU-Liste. Er setzte sich in der Stichwahl gegen den Kandidaten der AfD durch.

## Privates
Melzer ist verheiratet und lebt mit seiner Frau in Treben. Er ist Vater zweier Kinder und mehrfacher Großvater.